# 드루이드 고대종단
드루이드 고대종단(영어: Ancient Order of Druids; AOD)는 세계에서 가장 오래된 신드루이드교 종단이다. 1781년 11월 28일 런던에서 설립되었으며, 잉글랜드, 웨일스, 스코틀랜드, 영연방을 관할구역으로 삼는다. 표어는 Justice, Philanthropy and Brotherly Love다.